# Banque Bonhôte
Die Banque Bonhôte ist eine 1815 in Neuenburg gegründete schweizerische Privatbank, die in den Bereichen der Vermögensverwaltung und des Asset-Managements tätig ist.

## Geschichte
1815 gründete Louis-Auguste Petitmaître im Alter von 18 Jahren die erste Privatbank in Neuenburg, obwohl die Stadt damals nur etwa 4000 Einwohner zählte. Zunächst war die Gesellschaft auf den Handel mit Metallen spezialisiert, bevor sie in den Folgejahren zu einem richtigen Bankunternehmen wurde. Die Bank von Louis-Auguste Petitmaître wurde 1872 von seinem Sohn Louis-Edouard übernommen, der vordem zu Beginn der 1860er Jahre zum Abgeordneten gewählt wurde. 1895 tat sich dieser mit Paul Bonhôte zusammen, womit die Bank Antenen Bonhôte & Cie entstand, aus der 1903 die Bank Bonhôte & Cie wurde.
1936 trat Claude Bonhôte die Nachfolge seines Vaters an, wobei er die Geschäftsleitung der Bank bis 1988 innehatte. 1987 verkaufte er das Unternehmen an die Finanzholding Prigest SA.
1992 kauften Jean Berthoud und eine Gesellschaftergruppe die Bank zurück: Jean Berthoud übernahm die Geschäftsleitung der Gesellschaft und nahm wieder ein Mitglied der Familie Bonhôte in den Vorstand auf. Jean Berthoud selbst stammt aus einer Familie, die seit dem XVIII. Jahrhundert im Bereich der Vermögensverwaltung in Frankreich tätig war, wobei sein Vorfahre Jonas Berthoud 1785 die Bank Berthoud père et fils gegründet hatte, aus der die heutige Privatbank Neuflize OBC geworden ist, die von 1981 bis 1986 verstaatlicht war. 1999 war die Bank die letzte der zwölf Verwaltungsbanken, die den Ruf von Neuchâtel in den 1920er Jahren ausmachten.
Ab 2004 begann die Bank Bonhôte sich mit der Eröffnung mehrerer Niederlassungen in der Schweiz auszuweiten: ein erster Zweig eröffnete 2004 in Biel, worauf Genf (2009), Bern (2011), Lausanne (2016), Solothurn und Zürich(2020) folgten.
2014 übernahm Yves de Montmollin die Geschäftsleitung der Bank. Jean Berthoud, der Mehrheitsaktionär der Gesellschaft, übernahm bei dieser Gelegenheit den Posten des Vorstandsvorsitzenden. Jean Berthoud hat seit 2010 auch einen Sitz im Vorstand der Schweizerischen Bankiersvereinigung inne. Im Jahr 2025 übernahm Kim-Andrée Potvin die Geschäftsleitung. Yves de Montmollin fungierte daraufhin als stellvertretender Vorstandsvorsitzender.

## Tätigkeiten
Die Aktivitäten der Bonhôte-Gruppe decken eine Reihe von Leistungen im Bereich der Vermögensverwaltung und des Asset-Management ab. Im Bereich der Vermögensverwaltung setzt sich die Kundschaft der Bank Bonhôte zu 85 % aus Personen mit steuerlichem Wohnsitz in der Schweiz zusammen.
Die Bankdienstleistungen werden von der Bank Bonhôte & Cie SA erbracht. Dazu zählen ein spezielles Know-how in der Vermögensverwaltung über eine Reihe von Investmentfonds vom Typ OGAW: Aktienfonds, Rentenfonds, Hedgefonds und Immobilienfonds. Der Bereich Asset-Management der Bank Bonhôte ist vor allem dafür bekannt, dass sie 2006 den Fonds Bonhôte-Immobilier aufgelegt hat, welche später den Fonds Dynamic Real Estate Fund (DREF) übernommen hat. Seit dieser Übernahme ist der Bonhôte-Immobilier einer der wichtigsten Immobilienfonds in der französischsprachigen Schweiz.
Die Beratungsleistungen wiederum werden von drei darauf spezialisierten Tochtergesellschaft erbracht, wobei jede von ihnen in ihren Aktivitäten autonom ist:
- Die Bonhôte Service SA: auf die Rechts- und Steuerberatung (schweizerisch und international) von Privat- und juristischen Personen spezialisiert.
- Die BT Swiss Trustee SA: eine auf die Verwaltung von Trusts spezialisierte Tochtergesellschaft.
- Die Private Client Partners: eine Abteilung, die den sehr großen Vermögen vorbehalten ist und ihren Sitz in Zürich hat.[14]

## Governance
2017 zählte die Bank Bonhôte etwa 100 Mitarbeiter, davon 4 bis 5 Angestellte, die für jede ihrer Niederlassungen in der französischsprachigen Schweiz abgestellt waren. Der Vorstand der Bank Bonhôte hat insbesondere zu Ende der 1990er Jahre den früheren FDP-Abgeordneten Yann Richter und den früheren Direktoriumsmitglied der Schweizerischen Nationalbank, Jean Zwahlen, der damals auch Vorstandsmitglied der BNP Paribas Suisse und der Union Bancaire Privée war, zu ihren Mitgliedern gezählt.